# Айзлебен
Айзлебен (на немски: Eisleben) е град в германската провинция Саксония-Анхалт, окръг Мансфелд. В близост до него е град Хале. Към 31 декември 2011 година населението на града е 25 285 души.

## Известни личности
Родени в Айзлебен
- Йоханес Агрикола (1494 – 1566), теолог
- Мартин Лутер (1483 – 1546), теолог

Починали в Айзлебен
- Мартин Лутер (1483 – 1546), теолог